# Káldy-Nagy Gyula
Kisberzsenyi Káldy-Nagy Gyula (Nagydém, 1927. július 14. – Budapest, 2011. október 14.) Széchenyi-díjas turkológus, egyetemi tanár, az MTA doktora.

## Életpályája
Az ágostai hitvallású Vas vármegyei nemesi származású kisberzsenyi Nagy családban született. Apja idősebb kisberzsenyi Káldy-Nagy Gyula (1899), középbirtokos, anyja Papp Irma (1903). Az apai nagyszülei kisberzsenyi Nagy Gyula (1868–1903), földbirtokos, és Ihász Ida voltak. Az anyai nagyszülei Papp Ferenc és Németh Eszter voltak. A "Nagy Gyula" név alatt született idősebb kisberzsenyi Káldy-Nagy Gyula örökbefogadás útján, 1925. április 28-án, a kettős vezetéknevet vette fel; az örökbefogadó anyja Káldy Ida (1864–1925) kisasszony, akinek a szülei Káldy Dániel és Berzsenyi Zsuzsanna (1829–1925) voltak.
Középiskolai tanulmányait Sopronban végezte. Két évig jogot tanult, majd a turkológiát választotta a budapesti egyetemen. Oktatói között volt Németh Gyula és Fekete Lajos is. Különböző nehézségek ellenére 1955-ben végzett, majd 1957-től az ELTE Török Filológiai Tanszékének tanársegédje lett. 1963-tól adjunktus, 1969-től docens, 1980-tól a történelemtudományok doktora, 1981-től professzor. 1990-ben a tanszék vezetője lett, 1997-ben pedig nyugalomba vonult. Ezután mint professor emeritus folytatta az egyetemi oktatást. Több éven át a kar professzori tanácsa vezetőségének tagja volt.
"Oktatómunkája során nemzedékekkel szerettette meg az oszmanisztikát, rendkívüli volt olvasottsága, vitathatatlan kompetenciája a legnehezebb arab betűs szövegek feloldásában. A magyar tudománynak talán azzal tette a legnagyobb szolgálatot, hogy még az 1960-1970-es években nagy mennyiségű, főként a hódoltságra vonatkozó oszmán irat mikrofilmjét szerezte meg Isztambulból. Munkásságának egyik fő vonulata a hazai területek török forrásainak közzététele és elemzése volt. Több közigazgatási egység (így a Budai, Mohácsi, Szegedi, Gyulai és Csanádi szandzsák) különböző összeírásait dolgozta fel kilenc, többnyire vaskos kötetben. Monográfiát szentelt a Magyarország történetében meghatározó szerepet játszó Szulejmán szultánnak, számos magyar és idegen nyelvű cikkben tárgyalta a korai oszmán kor és az oszmán hadszervezet főbb kérdéseit. Két szemeszteren át magyart tanított az Ankarai Egyetem Hungarológiai Tanszékén, később meghívást kapott a Koppenhágai, a Bécsi és a New York-i Columbia Egyetemre is."

## Művei
- Baranya megye XVI. századi török adóösszeírásai. Magyar Nyelvtudományi Társaság, Budapest, 1960.
- Budai török számadáskönyvek - 1550-1580. Akadémiai Kiadó, Budapest, 1962 (társszerző Fekete Lajos).
- A hatvani szandzsák 1550. évi adóösszeírása. Jászberény, 1968.
- Harács-szedők és ráják – Török világ a XVI. századi Magyarországon. Akadémiai Kiadó, Budapest, 1970.
- Magyarországi török adóösszeírások. Akadémiai Kiadó, Budapest, 1970.
- Szulejmán. Gondolat Kiadó, Budapest, 1974.
- A budai szandzsák 1559. évi összeírása. Pest Megyei Levéltár, Budapest, 1977.
- A gyulai szandzsák 1567. és 1579. évi összeírása. Békés Megyei Levéltár, Békéscsaba, 1982.
- Mohács - Tanulmányok a mohácsi csata 450. évfordulója alkalmából. Budapest, 1986 (kollektíva).
- A csanádi szandzsák 1567. és 1579. évi összeírása. Csongrád Megyei Levéltár, Szeged, 2000.
- Szegedi török számadáskönyvek az 1585-1588-as és az 1670-es évekből. Csongrád Megyei Levéltár, Szeged, 2002.

## Társasági tagság
- Török Történeti Társaság tiszteletbeli tagja (1982-haláláig)

## Elismerései
- 1994 Széchenyi-díj – A hagyományosan és méltán világhírű magyar turkológiai iskola hagyományainak továbbviteléért, a magyar történelemre vonatkozó török források feltárásáért és feldolgozásáért.